# Frankie Sanders
Frank «Frankie» J. Sanders (Dayton, Ohio, 23 de enero de 1957) es un exjugador de baloncesto estadounidense que disputó dos temporadas en la NBA y jugó además en la liga francesa, en la CBA y en la USBL. Con 1,98 metros de altura, lo hacía en la posición de alero.

## Trayectoria deportiva

### Universidad
Jugó durante tres temporadas con los Jaguars de la Universidad Southern, en las que promedió 25,8 puntos y 9,2 rebotes por partido.

### Profesional
Fue elegido en la vigésima posición del Draft de la NBA de 1978 por San Antonio Spurs, donde contó con pocas oportunidades por parte de su entrenador, Doug Moe, promediando 6,0 puntos y 2,7 rebotes en los 22 partidos que disputó antes de ser despedido. Tras permanecer cerca de un mes sin equipo, fichó como agente libre por Boston Celtics,
En los Celtics jugó hasta final de temporada, para fichar al año siguiente por Indiana Pacers, quienes sin embargo lo cortaron antes del comienzo de la liga. Tras un año en blanco, en la temporada 1980-81 fichó por Kansas City Kings, donde se tuvo que conformar con los pocos minutos que le dejaba el titular en su puesto, Scott Wedman, promediando 3,8 puntos por partido.
Al año siguiente se marchó a jugar a la CBA con los Albany Patroons, donde fue una pieza clave para lograr el campeonato en 1984, promediando 18,6 puntos por partido. Pero al año siguiente tuvo fuertes enfrentamientos tanto con su entrenador, Phil Jackson, como con los rivales, como el entrenador de Tampa Bill Musselman, quien lo llegó a amenazar de muerte.
Tras esa experiencia, los dos años que le quedaron de carrera los pasó en diferentes equipos de la liga menor USBL, con un breve paso por el Nantes Basket de la liga francesa.

## Estadísticas de su carrera en la NBA

### Temporada regular
| Temporada | Edad | Equipo            | Liga | P  | TIT | MIN  | TC  | TCA | %TC  | 3P  | 3PA | %3P | TL  | TLA | %TL  | R.OF. | R.DEF. | REB | ASIS | ROB | TAP | PER | FP  | PTS |
| 1978-79   | 22   | TOTAL             | NBA  | 46 |     | 10.4 | 2.3 | 5.3 | .427 |     |     |     | 1.2 | 1.5 | .794 | 0.8   | 1.6    | 2.4 | 1.1  | 0.5 | 0.1 | 1.2 | 1.5 | 5.7 |
| 1978-79   | 22   | San Antonio Spurs | NBA  | 22 |     | 12.0 | 2.3 | 5.8 | .394 |     |     |     | 1.5 | 1.9 | .780 | 0.6   | 2.1    | 2.7 | 1.6  | 0.6 | 0.1 | 1.5 | 2.0 | 6.0 |
| 1978-79   | 22   | Boston Celtics    | NBA  | 24 |     | 9.0  | 2.3 | 5.0 | .462 |     |     |     | 0.9 | 1.1 | .815 | 0.9   | 1.2    | 2.1 | 0.7  | 0.3 | 0.1 | 1.0 | 1.0 | 5.5 |
| 1980-81   | 24   | Kansas City Kings | NBA  | 23 |     | 8.1  | 1.5 | 3.3 | .442 | 0.0 | 0.0 |     | 0.9 | 1.0 | .909 | 0.3   | 0.7    | 0.9 | 0.7  | 0.7 | 0.0 | 0.9 | 0.9 | 3.8 |
| Total     |      |                   | NBA  | 69 |     | 9.6  | 2.0 | 4.7 | .430 | 0.0 | 0.0 |     | 1.1 | 1.3 | .822 | 0.6   | 1.3    | 1.9 | 1.0  | 0.5 | 0.1 | 1.1 | 1.3 | 5.1 |

### Playoffs
| Temporada | Edad | Equipo            | Liga | P | MIN | TCA | TC | 3PA | 3P | TLA | TL | R.OF. | REB | ASIS | ROB | TAP | PER | FP | PTS | %TC  | %3P  | %FT   | MIN | PTS | REB | AST |
| 1980-81   | 24   | Kansas City Kings | NBA  | 9 | 50  | 9   | 18 | 1   | 2  | 4   | 4  | 4     | 5   | 2    | 3   | 0   | 8   | 8  | 23  | .500 | .500 | 1.000 | 5.6 | 2.6 | 0.6 | 0.2 |
| Total     |      |                   | NBA  | 9 | 50  | 9   | 18 | 1   | 2  | 4   | 4  | 4     | 5   | 2    | 3   | 0   | 8   | 8  | 23  | .500 | .500 | 1.000 | 5.6 | 2.6 | 0.6 | 0.2 |